# Người Lật Túc
Người Lisu hay Người Lật Túc (tiếng Miến Điện: လီဆူးလူမျိုး, [lìsʰú]; tiếng Trung: 傈僳族, Lìsù zú; tiếng Thái: ลีสู่) là một dân tộc thuộc Nhóm ngôn ngữ Tạng-Miến, dân tộc này cư trú tại các khu vực đồi núi của Myanmar, Tây Nam Trung Quốc, Thái Lan và bang Arunachal Pradesh của Ấn Độ.
Khoảng 730.000 người thuộc dân tộc này sống tại các địa khu Lệ Giang, Bảo Sơn, Châu tự trị dân tộc Lật Túc Nộ Giang, Châu tự trị dân tộc Tạng Diqing và Châu tự trị dân tộc Thái và dân tộc thuộc tỉnh Vân Nam, Trung Quốc. Người Lisu (Lật Túc) được công nhận là một trong 56 dân tộc của Cộng hòa Nhân dân Trung Hoa. Tại Myanmar, người Lisu là một trong 7 dân tộc thiểu số của bang Kachin và ước tính có khoảng 350.000 người Lisu sống tại bang Kachin và bang Shan ở Myanmar. Xấp xỉ 55.000 người Lisu sống tại Thái Lan, tại đây họ được xếp vào một trong 6 nhóm bộ tộc miền núi. Người Lisu thường sống tại những nơi xa xôi hẻo lánh. Văn hóa của họ có đặc điểm tương đồng với văn hóa của người Ayi.